# Egano Righi-Lambertini
Egano Righi-Lambertini, né le 22 février 1906 à Casalecchio di Reno, dans la province de Bologne en Émilie-Romagne, et mort le 4 octobre 2000 à Rome, fut un cardinal italien de la curie romaine.

## Biographie

### Prêtre
Egano Righi-Lambertini est ordonné prêtre le 25 mai 1929 pour le diocèse de Bologne. 
Le 28 décembre 1957, il est nommé délégué apostolique en Corée (en).

### Évêque
Nommé nonce apostolique au Liban (en) avec le titre d'archevêque in partibus de Dioclée (de) le 9 juillet 1960, il est consacré le 28 octobre suivant par le pape Jean XXIII en personne avec comme co-consécrateurs Diego Venini (it) et Benigno Carrara (it).
Il est ensuite nommé nonce apostolique au Chili (en) le 9 décembre 1963, en Italie (en) le 8 juillet 1967 puis en France le 23 avril 1969.
De 1974 à 1979, il est observateur permanent au Conseil de l'Europe à Strasbourg pour la Secrétairerie d'État du Vatican.

### Cardinal
Jean-Paul II le crée cardinal avec le titre de cardinal-diacre de S. Giovanni Bosco in via Tuscolana lors de son premier consistoire, le 30 juin 1979.
Il est ensuite élevé au rang de cardinal-prêtre de S. Maria in Via le 26 novembre 1990.